# I liga brazylijska w piłce nożnej (1998)
Brazylia 1998
Mistrzem Brazylii został klub Corinthians Paulista, natomiast wicemistrzem Brazylii - klub Cruzeiro EC.
Do Copa Libertadores w roku 1999 zakwalifikowały się następujące kluby:
- Corinthians Paulista (mistrz Brazylii)
- SE Palmeiras (zwycięzca Copa do Brasil)
- CR Vasco da Gama (obrońca tytułu)

Do Copa Mercosur w roku 1999 zakwalifikowały się następujące kluby:
- Corinthians Paulista (mistrz Brazylii)
- SE Palmeiras (obrońca tytułu)
- CR Vasco da Gama
- São Paulo
- Cruzeiro EC
- Grêmio Porto Alegre
- CR Flamengo
- São Paulo

Cztery ostatnie w tabeli fazy ligowej kluby spadły do drugiej ligi (Campeonato Brasileiro Série B):
- América Mineiro
- Goiás EC
- CA Bragantino
- América Natal

Na miejsce spadkowiczów awansowały dwa najlepsze kluby drugiej ligi:
- SE Gama (mistrz II ligi)
- Botafogo Ribeirão Preto (wicemistrz II ligi)

Pierwsza liga zmniejszona została z 24 do 22 klubów.

## C ampeonato Brasileiro Série A - sezon 1998

### Kolejka 1
| Mecze 25-26 lipca                           |  |
| ------------------------------------------- |  |
| CR Vasco da Gama - Corinthians Paulista 0:1 |  |
| SC Internacional - Grêmio Porto Alegre 1:0  |  |
| Portuguesa - América Mineiro 2:1            |  |
| Guarani FC - AA Ponte Preta 2:0             |  |
| EC Juventude - Paraná Clube 3:0             |  |
| Athletico Paranaense - Coritiba FBC 2:2     |  |
| Santos FC - CA Bragantino 2:0               |  |
| CR Flamengo - Botafogo FR 1:1               |  |
| SE Palmeiras - São Paulo 2:1                |  |
| Atlético Mineiro - Cruzeiro EC 1:1          |  |
| EC Vitória - Goiás EC 1:2                   |  |
| América Natal - Sport Recife 0:4            |  |
|                                             |  |
| Mecze przesunięte                           |  |

| Data          | Mecz                                 |
| ------------- | ------------------------------------ |
| 29 lipca 1998 | Santos FC - Athletico Paranaense 1:1 |
| 29 lipca 1998 | Atlético Mineiro - Guarani FC 1:1    |

### Kolejka 2
| Mecze 1-2 sierpnia                         |
| ------------------------------------------ |
| Coritiba FBC - CR Flamengo 1:3             |
| Goiás EC - SE Palmeiras 1:1                |
| AA Ponte Preta - SC Internacional 0:0      |
| Corinthians Paulista - EC Juventude 4:0    |
| São Paulo - Guarani FC 2:1                 |
| Paraná Clube - Portuguesa 0:1              |
| CA Bragantino - CR Vasco da Gama 0:0       |
| Grêmio Porto Alegre - Atlético Mineiro 2:3 |
| Cruzeiro EC - Santos FC 1:2                |
| Botafogo FR - EC Vitória 1:2               |
| Sport Recife - Athletico Paranaense 2:0    |
| América Mineiro - América Natal 2:2        |

### Kolejka 3
| Data            | Mecz                                           |
| --------------- | ---------------------------------------------- |
| 5 sierpnia 1998 | Athletico Paranaense - SE Palmeiras 0:1        |
| 5 sierpnia 1998 | Corinthians Paulista - Grêmio Porto Alegre 2:1 |
| 5 sierpnia 1998 | Cruzeiro EC - AA Ponte Preta 4:2               |
| 5 sierpnia 1998 | Guarani FC - Botafogo FR 2:3                   |
| 5 sierpnia 1998 | SC Internacional - São Paulo 0:3               |
| 5 sierpnia 1998 | Paraná Clube - América Natal 3:2               |
| 5 sierpnia 1998 | Portuguesa - Coritiba FBC 1:1                  |
| 5 sierpnia 1998 | Sport Recife - EC Vitória 2:1                  |
| 5 sierpnia 1998 | CR Vasco da Gama - América Mineiro 5:1         |

### Kolejka 4
| Mecze 8-9 sierpnia                             |
| ---------------------------------------------- |
| Atlético Mineiro - Corinthians Paulista 1:5    |
| EC Juventude - Botafogo FR 0:0                 |
| Coritiba FBC - AA Ponte Preta 2:2              |
| CR Flamengo - CA Bragantino 0:1                |
| São Paulo - Cruzeiro EC 0:2                    |
| América Natal - Portuguesa 2:2                 |
| EC Vitória - Santos FC 1:3                     |
| Guarani FC - América Mineiro 1:2               |
| SC Internacional - Paraná Clube 2:1            |
| Athletico Paranaense - Grêmio Porto Alegre 0:0 |
| Goiás EC - Sport Recife 2:0                    |

| Data             | Mecz                                |
| ---------------- | ----------------------------------- |
| 7 listopada 1998 | SE Palmeiras - CR Vasco da Gama 2:1 |

### Kolejka 5
| Data             | Mecz                                    |
| ---------------- | --------------------------------------- |
| 12 sierpnia 1998 | AA Ponte Preta - CR Flamengo 0:1        |
| 12 sierpnia 1998 | Coritiba FBC - Corinthians Paulista 0:0 |
| 12 sierpnia 1998 | Botafogo FR - São Paulo 3:0             |
| 12 sierpnia 1998 | Grêmio Porto Alegre - EC Juventude 0:0  |
| 12 sierpnia 1998 | América Mineiro - Paraná Clube 2:0      |
| 12 sierpnia 1998 | EC Vitória - Guarani FC 3:3             |
| 12 sierpnia 1998 | SE Palmeiras - Sport Recife 1:2         |
| 12 sierpnia 1998 | Goiás EC - Cruzeiro EC 0:0              |
| 12 sierpnia 1998 | América Natal - SC Internacional 0:0    |
| 23 sierpnia 1998 | Atlético Mineiro - CA Bragantino 0:2    |
| 2 września 1998  | CR Vasco da Gama - Portuguesa 1:2       |

### Kolejka 6
| Mecze 15-16 sierpnia                   |
| -------------------------------------- |
| Corinthians Paulista - Botafogo FR 1:0 |
| Santos FC - SE Palmeiras 1:0           |
| Grêmio Porto Alegre - CR Flamengo 2:2  |
| CR Vasco da Gama - Guarani FC 2:1      |
| Sport Recife - São Paulo 1:0           |
| Portuguesa - EC Vitória 0:1            |
| CA Bragantino - Coritiba FBC 1:2       |
| Paraná Clube - Goiás EC 1:0            |
| Cruzeiro EC - América Natal 0:2        |
| EC Juventude - Atlético Mineiro 0:0    |
| América Mineiro - SC Internacional 0:1 |

| Data             | Mecz                                      |
| ---------------- | ----------------------------------------- |
| 19 sierpnia 1998 | AA Ponte Preta - Athletico Paranaense 2:0 |

### Kolejka 7
| Data             | Mecz                                        |
| ---------------- | ------------------------------------------- |
| 19 sierpnia 1998 | Santos FC - Atlético Mineiro 4:4            |
| 19 sierpnia 1998 | Guarani FC - América Natal 2:1              |
| 19 sierpnia 1998 | Paraná Clube - CA Bragantino 2:2            |
| 22 sierpnia 1998 | SC Internacional - Corinthians Paulista 1:1 |
| 22 sierpnia 1998 | Athletico Paranaense - Portuguesa 2:2       |
| 22 sierpnia 1998 | EC Vitória - América Mineiro 2:1            |
| 23 sierpnia 1998 | Coritiba FBC - Sport Recife 0:0             |
| 23 sierpnia 1998 | Botafogo FR - Cruzeiro EC 1:1               |
| 23 sierpnia 1998 | São Paulo - Santos FC 1:3                   |
| 23 sierpnia 1998 | Goiás EC - Grêmio Porto Alegre 0:0          |
| 23 sierpnia 1998 | CR Flamengo - EC Juventude 1:3              |
| 23 sierpnia 1998 | América Natal - SE Palmeiras 1:2            |

### Kolejka 8
| Data             | Mecz                                       |
| ---------------- | ------------------------------------------ |
| 25 sierpnia 1998 | Corinthians Paulista - América Mineiro 3:1 |
| 26 sierpnia 1998 | CA Bragantino - Botafogo FR 2:2            |
| 26 sierpnia 1998 | Cruzeiro EC - Portuguesa 2:2               |
| 26 sierpnia 1998 | SE Palmeiras - Atlético Mineiro 2:1        |
| 26 sierpnia 1998 | SC Internacional - Goiás EC 6:1            |
| 26 sierpnia 1998 | CR Flamengo - Athletico Paranaense 0:0     |
| 26 sierpnia 1998 | São Paulo - América Natal 6:1              |
| 26 sierpnia 1998 | Paraná Clube - AA Ponte Preta 1:0          |
| 26 sierpnia 1998 | EC Juventude - EC Vitória 2:0              |
| 4 listopada 1998 | CR Vasco da Gama - Grêmio Porto Alegre 2:1 |

### Kolejka 9
| Data              | Mecz                                    |
| ----------------- | --------------------------------------- |
| 29 sierpnia 1998  | América Mineiro - Botafogo FR 0:0       |
| 29 sierpnia 1998  | Grêmio Porto Alegre - SE Palmeiras 1:1  |
| 29 sierpnia 1998  | Coritiba FBC - Goiás EC 2:0             |
| 29 sierpnia 1998  | Corinthians Paulista - Guarani FC 3:2   |
| 30 sierpnia 1998  | CR Vasco da Gama - CR Flamengo 1:1      |
| 30 sierpnia 1998  | Santos FC - SC Internacional 2:0        |
| 30 sierpnia 1998  | Portuguesa - Atlético Mineiro 1:0       |
| 30 sierpnia 1998  | CA Bragantino - América Natal 1:1       |
| 30 sierpnia 1998  | Athletico Paranaense - EC Juventude 0:0 |
| 30 sierpnia 1998  | AA Ponte Preta - São Paulo 1:1          |
| 30 sierpnia 1998  | Sport Recife - Paraná Clube 4:1         |
| 30 sierpnia 1998  | Cruzeiro EC - EC Vitória 0:2            |
|                   |                                         |
| Mecze przesunięte |                                         |
| 2 września 1998   | América Mineiro - AA Ponte Preta 2:1    |
| 2 września 1998   | Guarani FC - Santos FC 1:1              |
| 2 września 1998   | SC Internacional - CA Bragantino 2:1    |
| 2 września 1998   | EC Vitória - Paraná Clube 1:0           |

### Kolejka 10
| Data            | Mecz                                     |
| --------------- | ---------------------------------------- |
| 5 września 1998 | SE Palmeiras - CR Flamengo 2:1           |
| 5 września 1998 | CA Bragantino - Corinthians Paulista 1:0 |
| 5 września 1998 | Grêmio Porto Alegre - EC Vitória 2:1     |
| 6 września 1998 | Santos FC - Sport Recife 0:0             |
| 6 września 1998 | Portuguesa - Botafogo FR 5:2             |
| 6 września 1998 | SC Internacional - Guarani FC 1:3        |
| 6 września 1998 | AA Ponte Preta - EC Juventude 1:0        |
| 6 września 1998 | Paraná Clube - Athletico Paranaense 1:0  |
| 6 września 1998 | Atlético Mineiro - São Paulo 1:0         |
| 6 września 1998 | CR Vasco da Gama - Cruzeiro EC 2:0       |
| 6 września 1998 | América Mineiro - Goiás EC 1:0           |
| 6 września 1998 | América Natal - Coritiba FBC 0:1         |

### Kolejka 11
| Data                 | Mecz                                   |
| -------------------- | -------------------------------------- |
| 9 września 1998      | Cruzeiro EC - CR Flamengo 1:1          |
| 9 września 1998      | Guarani FC - SE Palmeiras 3:2          |
| 9 września 1998      | CR Vasco da Gama - Sport Recife 0:0    |
| 9 września 1998      | Corinthians Paulista - Portuguesa 3:0  |
| 9 września 1998      | CA Bragantino - São Paulo 1:2          |
| 9 września 1998      | Paraná Clube - Grêmio Porto Alegre 1:2 |
| 9 września 1998      | EC Vitória - Coritiba FBC 0:3          |
| 9 września 1998      | América Natal - EC Juventude 2:2       |
| 9 września 1998      | Goiás EC - Athletico Paranaense 2:3    |
| 15 października 1998 | Santos FC - América Mineiro 3:3        |

### Kolejka 12
| Data              | Mecz                                        |
| ----------------- | ------------------------------------------- |
| 12 września 1998  | São Paulo - CR Vasco da Gama 1:1            |
| 12 września 1998  | Sport Recife - Corinthians Paulista 0:2     |
| 12 września 1998  | Botafogo FR - Paraná Clube 3:3              |
| 13 września 1998  | Grêmio Porto Alegre - Santos FC 3:2         |
| 13 września 1998  | CR Flamengo - Portuguesa 2:3                |
| 13 września 1998  | SE Palmeiras - AA Ponte Preta 3:0           |
| 13 września 1998  | Guarani FC - Cruzeiro EC 2:2                |
| 13 września 1998  | Atlético Mineiro - Athletico Paranaense 3:2 |
| 13 września 1998  | Coritiba FBC - América Mineiro 0:0          |
| 13 września 1998  | Goiás EC - CA Bragantino 3:0                |
| 16 września 1998  | EC Vitória - América Natal 3:0              |
| 20 września 1998  | EC Juventude - SC Internacional 1:2         |
|                   |                                             |
| Mecze przesunięte |                                             |
| 15 września 1998  | CR Flamengo - Goiás EC 2:1                  |
| 15 września 1998  | Atlético Mineiro - CR Vasco da Gama 1:1     |
| 16 września 1998  | EC Juventude - Santos FC 1:2                |
| 16 września 1998  | Sport Recife - CA Bragantino 1:0            |

### Kolejka 13
| Data                 | Mecz                                      |
| -------------------- | ----------------------------------------- |
| 19 września 1998     | Cruzeiro EC - Coritiba FBC 4:0            |
| 19 września 1998     | AA Ponte Preta - Corinthians Paulista 4:5 |
| 19 września 1998     | Paraná Clube - CR Vasco da Gama 2:1       |
| 19 września 1998     | Botafogo FR - América Natal 2:0           |
| 20 września 1998     | SE Palmeiras - EC Vitória 3:2             |
| 20 września 1998     | Guarani FC - Goiás EC 2:2                 |
| 20 września 1998     | Santos FC - CR Flamengo 4:1               |
| 20 września 1998     | Sport Recife - Grêmio Porto Alegre 5:0    |
| 20 września 1998     | América Mineiro - Atlético Mineiro 0:2    |
| 20 września 1998     | São Paulo - Portuguesa 2:7                |
| 28 października 1998 | CA Bragantino - EC Juventude 1:0          |

### Kolejka 14
| Data                | Mecz                                     |
| ------------------- | ---------------------------------------- |
| 24 września 1998    | SE Palmeiras - CA Bragantino 4:0         |
| 24 września 1998    | Goiás EC - Botafogo FR 2:0               |
| 24 września 1998    | América Mineiro - São Paulo 1:3          |
| 24 września 1998    | CR Flamengo - SC Internacional 1:3       |
| 24 września 1998    | Corinthians Paulista - Cruzeiro EC 1:2   |
| 24 września 1998    | CR Vasco da Gama - EC Juventude 1:1      |
| 24 września 1998    | Portuguesa - Sport Recife 2:0            |
| 24 września 1998    | Grêmio Porto Alegre - AA Ponte Preta 1:0 |
| 24 września 1998    | Athletico Paranaense - Guarani FC 4:0    |
| 30 września 1998    | EC Vitória - Atlético Mineiro 1:1        |
| 3 października 1998 | Coritiba FBC - Santos FC 1:1             |

### Kolejka 15
| Data              | Mecz                                      |
| ----------------- | ----------------------------------------- |
| 26 września 1998  | EC Juventude - SE Palmeiras 3:6           |
| 26 września 1998  | São Paulo - CR Flamengo 0:0               |
| 27 września 1998  | Portuguesa - AA Ponte Preta 1:0           |
| 27 września 1998  | Athletico Paranaense - CA Bragantino 3:2  |
| 27 września 1998  | Guarani FC - Coritiba FBC 0:1             |
| 27 września 1998  | Atlético Mineiro - Paraná Clube 3:0       |
| 27 września 1998  | Sport Recife - Cruzeiro EC 1:1            |
| 27 września 1998  | Grêmio Porto Alegre - América Mineiro 2:1 |
| 27 września 1998  | EC Vitória - SC Internacional 2:0         |
| 27 września 1998  | América Natal - Goiás EC 2:1              |
| 27 września 1998  | Corinthians Paulista - Santos FC 0:2      |
| 27 września 1998  | Botafogo FR - CR Vasco da Gama 0:2        |
|                   |                                           |
| Mecze przesunięte |                                           |
| 30 września 1998  | Santos FC - AA Ponte Preta 4:0            |
| 30 września 1998  | Athletico Paranaense - Botafogo FR 3:1    |
| 30 września 1998  | EC Juventude - América Mineiro 1:0        |

### Kolejka 16
| Data                | Mecz                                        |
| ------------------- | ------------------------------------------- |
| 30 września 1998    | Coritiba FBC - Paraná Clube 3:2             |
| 3 października 1998 | América Natal - CR Vasco da Gama 1:3        |
| 3 października 1998 | EC Vitória - São Paulo 1:0                  |
| 3 października 1998 | EC Juventude - Guarani FC 0:0               |
| 3 października 1998 | SC Internacional - Athletico Paranaense 0:1 |
| 3 października 1998 | AA Ponte Preta - Sport Recife 2:1           |
| 3 października 1998 | CR Flamengo - Atlético Mineiro 3:2          |
| 3 października 1998 | SE Palmeiras - Corinthians Paulista 3:1     |
| 3 października 1998 | Botafogo FR - Grêmio Porto Alegre 2:1       |
| 3 października 1998 | Cruzeiro EC - América Mineiro 4:1           |
| 3 października 1998 | Goiás EC - Portuguesa 3:1                   |

### Kolejka 17
| Data                 | Mecz                                    |
| -------------------- | --------------------------------------- |
| 7 października 1998  | AA Ponte Preta - CR Vasco da Gama 2:1   |
| 7 października 1998  | CR Flamengo - Sport Recife 3:2          |
| 7 października 1998  | Botafogo FR - Coritiba FBC 2:3          |
| 7 października 1998  | Corinthians Paulista - Goiás EC 2:2     |
| 7 października 1998  | CA Bragantino - Grêmio Porto Alegre 1:0 |
| 7 października 1998  | Athletico Paranaense - EC Vitória 4:1   |
| 7 października 1998  | SC Internacional - Cruzeiro EC 3:1      |
| 7 października 1998  | Portuguesa - SE Palmeiras 2:3           |
| 8 października 1998  | São Paulo - Paraná Clube 3:0            |
| 28 października 1998 | América Natal - Santos FC 2:2           |

### Kolejka 18
| Data                 | Mecz                                     |
| -------------------- | ---------------------------------------- |
| 10 października 1998 | CR Flamengo - Corinthians Paulista 4:1   |
| 10 października 1998 | Atlético Mineiro - Botafogo FR 5:5       |
| 10 października 1998 | SE Palmeiras - SC Internacional 1:0      |
| 11 października 1998 | Grêmio Porto Alegre - Coritiba FBC 1:1   |
| 11 października 1998 | Portuguesa - EC Juventude 2:1            |
| 11 października 1998 | Athletico Paranaense - América Natal 2:0 |
| 11 października 1998 | AA Ponte Preta - EC Vitória 4:2          |
| 11 października 1998 | Paraná Clube - Cruzeiro EC 1:2           |
| 11 października 1998 | CR Vasco da Gama - Santos FC 3:1         |
| 11 października 1998 | São Paulo - Goiás EC 3:1                 |
| 11 października 1998 | Sport Recife - América Mineiro 3:2       |
| 14 października 1998 | CA Bragantino - Guarani FC 1:2           |
|                      |                                          |
| Mecze przesunięte    |                                          |
| 14 października 1998 | Atlético Mineiro - SC Internacional 2:0  |
| 15 października 1998 | EC Juventude - Coritiba FBC 1:2          |

### Kolejka 19
| Data                 | Mecz                                            |
| -------------------- | ----------------------------------------------- |
| 17 października 1998 | Botafogo FR - SE Palmeiras 3:1                  |
| 18 października 1998 | EC Vitória - CR Flamengo 1:4                    |
| 18 października 1998 | Coritiba FBC - São Paulo 2:1                    |
| 18 października 1998 | Corinthians Paulista - Athletico Paranaense 4:2 |
| 18 października 1998 | Santos FC - Portuguesa 1:1                      |
| 18 października 1998 | America-MG - CA Bragantino 2:0                  |
| 18 października 1998 | Guarani FC - Paraná Clube 2:0                   |
| 18 października 1998 | Goiás EC - AA Ponte Preta 0:1                   |
| 18 października 1998 | Cruzeiro EC - Grêmio Porto Alegre 0:2           |
| 18 października 1998 | America-RN - Atlético Mineiro 1:3               |
| 18 października 1998 | EC Juventude - Sport Recife 1:0                 |
| 18 października 1998 | SC Internacional - CR Vasco da Gama 1:0         |

### Kolejka 20
| Data                 | Mecz                                        |
| -------------------- | ------------------------------------------- |
| 21 października 1998 | America-RN - CR Flamengo 2:1                |
| 21 października 1998 | Paraná Clube - Corinthians Paulista 0:0     |
| 21 października 1998 | Athletico Paranaense - CR Vasco da Gama 1:2 |
| 21 października 1998 | Botafogo FR - AA Ponte Preta 1:0            |
| 21 października 1998 | SE Palmeiras - Coritiba FBC 1:2             |
| 21 października 1998 | São Paulo - Grêmio Porto Alegre 1:2         |
| 21 października 1998 | Guarani FC - Portuguesa 1:1                 |
| 21 października 1998 | CA Bragantino - Cruzeiro EC 0:4             |
| 21 października 1998 | Atlético Mineiro - Goiás EC 2:1             |
| 21 października 1998 | SC Internacional - Sport Recife 1:2         |

### Kolejka 21
| Data                 | Mecz                                       |
| -------------------- | ------------------------------------------ |
| 24 października 1998 | Sport Recife - Botafogo FR 2:1             |
| 24 października 1998 | Cruzeiro EC - SE Palmeiras 3:1             |
| 24 października 1998 | CR Vasco da Gama - EC Vitória 0:1          |
| 24 października 1998 | CR Flamengo - Guarani FC 2:1               |
| 24 października 1998 | São Paulo - Corinthians Paulista 1:2       |
| 24 października 1998 | Portuguesa - SC Internacional 1:1          |
| 24 października 1998 | Santos FC - Paraná Clube 1:2               |
| 24 października 1998 | AA Ponte Preta - CA Bragantino 2:2         |
| 24 października 1998 | América Mineiro - Athletico Paranaense 2:1 |
| 24 października 1998 | Coritiba FBC - Atlético Mineiro 1:1        |
| 24 października 1998 | Grêmio Porto Alegre - América Natal 2:1    |
| 24 października 1998 | Goiás EC - EC Juventude 2:2                |

### Kolejka 22
| Data                 | Mecz                                   |
| -------------------- | -------------------------------------- |
| 29 października 1998 | CR Vasco da Gama - Coritiba FBC 3:1    |
| 31 października 1998 | SC Internacional - Botafogo FR 0:0     |
| 31 października 1998 | EC Vitória - Corinthians Paulista 2:3  |
| 1 listopada 1998     | Portuguesa - CA Bragantino 3:1         |
| 1 listopada 1998     | Santos FC - Goiás EC 3:1               |
| 1 listopada 1998     | CR Flamengo - América Mineiro 2:0      |
| 1 listopada 1998     | Guarani FC - Grêmio Porto Alegre 1:3   |
| 1 listopada 1998     | América Natal - AA Ponte Preta 0:1     |
| 1 listopada 1998     | Athletico Paranaense - Cruzeiro EC 1:2 |
| 1 listopada 1998     | Atlético Mineiro - Sport Recife 1:0    |
| 1 listopada 1998     | SE Palmeiras - Paraná Clube 3:2        |
| 4 listopada 1998     | EC Juventude - São Paulo 2:1           |

### Kolejka 23
| Data              | Mecz                                     |
| ----------------- | ---------------------------------------- |
| 12 listopada 1998 | Goiás EC - CR Vasco da Gama 2:2          |
| 12 listopada 1998 | Paraná Clube - CR Flamengo 2:1           |
| 12 listopada 1998 | Botafogo FR - Santos FC 2:1              |
| 12 listopada 1998 | América Mineiro - SE Palmeiras 1:1       |
| 12 listopada 1998 | Corinthians Paulista - América Natal 2:1 |
| 12 listopada 1998 | São Paulo - Athletico Paranaense 2:0     |
| 12 listopada 1998 | Grêmio Porto Alegre - Portuguesa 4:2     |
| 12 listopada 1998 | CA Bragantino - EC Vitória 0:0           |
| 12 listopada 1998 | Sport Recife - Guarani FC 2:1            |
| 12 listopada 1998 | AA Ponte Preta - Atlético Mineiro 0:0    |
| 12 listopada 1998 | Coritiba FBC - SC Internacional 1:0      |
| 12 listopada 1998 | Cruzeiro EC - EC Juventude 5:0           |

### Tabela końcowa fazy ligowej sezonu 1998
| Poz | Klub                 | Mecze | Zw | Rem | Por | Pkt | BrZd | BrStr |
| --- | -------------------- | ----- | -- | --- | --- | --- | ---- | ----- |
| 1   | Corinthians Paulista | 23    | 14 | 4   | 5   | 46  | 46   | 30    |
| 2   | SE Palmeiras         | 23    | 14 | 3   | 6   | 45  | 46   | 32    |
| 3   | Coritiba FBC         | 23    | 11 | 9   | 3   | 42  | 32   | 26    |
| 4   | Santos FC            | 23    | 11 | 8   | 4   | 41  | 46   | 29    |
| 5   | Sport Recife         | 23    | 12 | 4   | 7   | 40  | 34   | 22    |
| 6   | Portuguesa           | 23    | 11 | 7   | 5   | 40  | 44   | 34    |
| 7   | Cruzeiro EC          | 23    | 10 | 7   | 6   | 37  | 42   | 28    |
| 8   | Grêmio Porto Alegre  | 23    | 10 | 6   | 7   | 36  | 32   | 30    |
| 9   | Atlético Mineiro     | 23    | 9  | 9   | 5   | 36  | 38   | 33    |
| 10  | CR Vasco da Gama     | 23    | 9  | 7   | 7   | 34  | 34   | 24    |
| 11  | CR Flamengo          | 23    | 9  | 6   | 8   | 33  | 37   | 34    |
| 12  | SC Internacional     | 23    | 9  | 5   | 9   | 32  | 25   | 25    |
| 13  | EC Vitória           | 23    | 9  | 3   | 11  | 30  | 31   | 38    |
| 14  | Botafogo FR          | 23    | 7  | 8   | 8   | 29  | 35   | 37    |
| 15  | São Paulo            | 23    | 8  | 3   | 12  | 27  | 34   | 35    |
| 16  | Athletico Paranaense | 23    | 7  | 6   | 10  | 27  | 32   | 32    |
| 17  | AA Ponte Preta       | 23    | 7  | 5   | 11  | 26  | 25   | 34    |
| 18  | EC Juventude         | 23    | 6  | 8   | 9   | 26  | 24   | 32    |
| 19  | Guarani FC           | 23    | 6  | 7   | 10  | 25  | 34   | 39    |
| 20  | Paraná Clube         | 23    | 7  | 3   | 13  | 24  | 25   | 41    |
| 21  | América Mineiro      | 23    | 6  | 5   | 12  | 23  | 26   | 39    |
| 22  | Goiás EC             | 23    | 5  | 7   | 11  | 22  | 29   | 37    |
| 23  | CA Bragantino        | 23    | 5  | 6   | 12  | 21  | 20   | 37    |
| 24  | América Natal        | 23    | 3  | 6   | 14  | 15  | 24   | 47    |

### 1/4 finału
| Cruzeiro EC - SE Palmeiras 2:1 i 1:2, dod. 3:2 1 14.11 1998 1:0 Fabio Junior 62, 1:1 Oseas 64, 2:1 Marcelo 82 2 22.11 1998 0:1 Paulo Nunes 26, 1:1 Djair 42, 1:2 Junior Baiano 45 3 26.11 1998 1:0 M.Ramos 32, 2:0 M.Ramos 34, 2:1 Almir 48, 2:2 Paulo Nunes 62, 3:2 Fabio Junior 88 |
| Grêmio Porto Alegre - Corinthians Paulista 0:1 i 2:0, dod. 0:1 1 15.11 1998 0:1 Rincon 78 2 21.11 1998 1:0 Itaqui 30, 2:0 Clovis 87 3 25.11 1998 0:1 Edilson 36 |
| Portuguesa 3-1 Coritiba FBC 3:1 i 0:0, dod. 2:2 1 15.11 1998 0:1 Macedo 7, 1:1 Leandro 14, 2:1 Alexandre 22, 3:1 Fabricio 51 2 22.11 1998 3 25.11 1998 0:1 Joao Santos 15, 0:2 Gelson Baresi, 1:2 Cesar 84, 2:2 Ailton 89                                                            |
| Sport Recife - Santos FC 3:1 i 1:2, dod. 0:3 1 15.11 1998 0:1 Argel 60, 1:1 Robson 65, 2:1 Wallace 68, 3:1 Lima 90k 2 21.11 1998 0:1 E.Marques 32, 1:1 Robson 61, 1:2 Robson Luis 76 3 25.11 1998 0:1 Alessandro 24, 0:2 Viola 50, 0:3 Viola 90                                      |

### 1/2 finału
| Cruzeiro EC - Portuguesa 3:1 i 1:2, dod. 1:0 1 29.11 1998 1:0 Marcelo Ramos 12, 1:1 Leandro 22, 2:1 Fabio Junior 52k, 3:1 Alex Alves 90 2 06.12 1998 0:1 Alexandre 12, 1:1 Marcelo P. 14, 1:2 Alexandre 76 3 09.12 1998 1:0 Djair 1 |
| Santos FC - Corinthians Paulista 2:1 i 0:2, dod. 1:1 1 29.11 1998 0:1 Gamarra 1, 1:1 Robson Luiz 30, 2:1 Viola 82 2 06.12 1998 0:1 Marcelinho 27k, 0:2 Edilson 60 3 09.12 1998 1:0 Viola 41, 1:1 Edilson 57                         |

### Finał
| Cruzeiro EC - Corinthians Paulista 2:2 i 1:1, dod. 0:2 1 13.12 1998 1:0 Muller 43, 2:0 Valdo 46, 2:1 Dinei 53, 2:2 Marcelinho 58 2 20.12 1998 0:1 Marcelinho 58, 1:1 Marcelo R. 70 3 23.12 1998 0:1 Edilson 70, 0:2 Marcelinho 81 |

Mistrzem Brazylii w roku 1998 został klub Corinthians Paulista, natomiast wicemistrzem Brazylii - klub Cruzeiro EC.

## Końcowa klasyfikacja sezonu 1998
| Poz | Klub                 | Mecze | Zw | Rem | Por | Pkt | BrZd | BrStr |
| --- | -------------------- | ----- | -- | --- | --- | --- | ---- | ----- |
| 1   | Corinthians Paulista | 32    | 18 | 7   | 7   | 61  | 57   | 38    |
| 2   | Cruzeiro EC          | 32    | 14 | 9   | 9   | 51  | 56   | 41    |
| 3   | Santos FC            | 29    | 14 | 9   | 6   | 51  | 55   | 37    |
| 4   | Portuguesa           | 29    | 13 | 9   | 7   | 48  | 52   | 42    |
| 5   | SE Palmeiras         | 26    | 15 | 3   | 8   | 48  | 51   | 38    |
| 6   | Coritiba FBC         | 26    | 11 | 11  | 4   | 44  | 35   | 31    |
| 7   | Sport Recife         | 26    | 13 | 4   | 9   | 43  | 38   | 28    |
| 8   | Grêmio Porto Alegre  | 26    | 11 | 6   | 9   | 39  | 34   | 32    |
| 9   | Atlético Mineiro     | 23    | 9  | 9   | 5   | 36  | 38   | 33    |
| 10  | CR Vasco da Gama     | 23    | 9  | 7   | 7   | 34  | 34   | 24    |
| 11  | CR Flamengo          | 23    | 9  | 6   | 8   | 33  | 37   | 34    |
| 12  | SC Internacional     | 23    | 9  | 5   | 9   | 32  | 25   | 25    |
| 13  | EC Vitória           | 23    | 9  | 3   | 11  | 30  | 31   | 38    |
| 14  | Botafogo FR          | 23    | 7  | 8   | 8   | 29  | 35   | 37    |
| 15  | São Paulo            | 23    | 8  | 3   | 12  | 27  | 34   | 35    |
| 16  | Athletico Paranaense | 23    | 7  | 6   | 10  | 27  | 32   | 32    |
| 17  | AA Ponte Preta       | 23    | 7  | 5   | 11  | 26  | 25   | 34    |
| 18  | EC Juventude         | 23    | 6  | 8   | 9   | 26  | 24   | 32    |
| 19  | Guarani FC           | 23    | 6  | 7   | 10  | 25  | 34   | 39    |
| 20  | Paraná Clube         | 23    | 7  | 3   | 13  | 24  | 25   | 41    |
| 21  | América Mineiro      | 23    | 6  | 5   | 12  | 23  | 26   | 39    |
| 22  | Goiás EC             | 23    | 5  | 7   | 11  | 22  | 29   | 37    |
| 23  | CA Bragantino        | 23    | 5  | 6   | 12  | 21  | 20   | 37    |
| 24  | América Natal        | 23    | 3  | 6   | 14  | 15  | 24   | 47    |